# 28340 Yukihiro
A 28340 Yukihiro (ideiglenes jelöléssel 1999 EG5) a Naprendszer kisbolygóövében található aszteroida. Hiroshi Abe fedezte fel 1999. március 13-án.
A bolygót Yukihiro Adachi-ról (1965–), a Matsue Csillagászati Klub egyik tagjáról nevezték el.

## Kapcsolódó szócikk
- Kisbolygók listája (28001–28500)